# 正直镇
正直镇，是中华人民共和国四川省巴中市南江县下辖的一个乡镇级行政单位。2019年12月，撤销凤仪镇和朱公乡，将原凤仪镇和原朱公乡及双流镇松林村、面罗溪村所属行政区域划归正直镇管辖。

## 行政区划
正直镇下辖以下地区：
清花江社区、花桥社区、宝塔社区、宝塔村、龙山村、金鹞村、龙潭咀村、红花村、望龙村、柳树村、育林村、印合村、石城村、海坪村、荆江村、东坡村、长滩村、花桥村、沿溪村、唐家坝村、徐家坝村、福字寺村、梨子村和宝石村。